# フリードリヒ・フレーベルハウス
フリードリヒ・フレーベルハウス（Friedrich-Fröbel-Haus）は、1924年、ヴァルター・グロピウスとアドルフ・マイヤーによって、教育学者フリードリヒ・フレーベルの功績を讃えて、幼稚園、青少年ホーム、そして学校を兼ねた施設として構想され、テューリンゲン州バート・リーベンシュタインに建設が予定されていた教育施設である。バウハウスの様式で構想された建物は、フレーベルの幼児教育の考え方に基づき、建築学者の形式言語で、教育学者の業績を数学と幾何学の領域で評価を与えようとしたものである。
この建築プロジェクトは、チューリンゲン州とバート・リーベンシュタイン市の財政支援の欠如により挫折を余儀なくされた。
フレーベルの没後75周年を機会に、グロピウスは、多様な機能を兼ね備えた幼稚園を中心とする複合施設を設計した。Lの字型の建物は、3つの部分にわかれていた。中心部分が、幼稚園、保育園、そして幼稚園の先生、保育士、実習生の居住スペースである。さらにお風呂と読書室が予定されている。
1階には中央厨房、ここで働いている人たちのための食堂、並びに管理人の住いが設けられる。2階には、南向きの大きな窓のあるお遊戯室と子どもたちが日中を過ごす部屋が設けられる。
中央の建物の南西部分の半円型のホールは、幼稚園の一番の中核を担うものである。
南東部分は、なにか目論見が中止されていて、1階高くされて、3階建てのフレーベル研究施設が建てられている。庭には、遊び場、小さな家畜や鳥のための家畜小屋や、そして花や野菜畑が設けられる。中央の建物の近くには森の入口もあり、そこにはいくつかの四阿と共に子どもたちのリクレーション用の施設が建てられることになっていた。 